# Donacoscaptes prophylactes
Donacoscaptes prophylactes là một loài bướm đêm trong họ Crambidae.